# 12013 Sibatahosimi
12013 Sibatahosimi este un asteroid din centura principală de asteroizi.

## Descriere
12013 Sibatahosimi este un asteroid din centura principală de asteroizi. A fost descoperit pe 7 noiembrie 1996 la Kitami de Kin Endate și Kazuro Watanabe. Asteroidul prezintă o orbită caracterizată de o semiaxă mare de 2,24 ua, o excentricitate de 0,13 și o înclinație de 6,1° în raport cu ecliptica.